# Чырыч, Сергей Жоржович
Сергей Жоржович Чырыч (Сергей Джорджиевич Чирич) (род. 23 марта 1971) — советский и российский хоккеист, нападающий.

## Биография
Воспитанник горьковского «Торпедо», в сезонах-1987/88 — 1988/89 провёл за команду 12 матчей в высшей лиге. Также в сезоне-1988/89 сыграл 8 матчей за «Кварц» Бор во второй лиге. В сезонах 1989/90 — 1990/91 выступал за СКА МВО. В сезоне-1991/92 провёл 55 матчей за «Кварц» и два — за «Торпедо», в следующем — 50 матчей за «Торпедо-2» и пять за «Торпедо». В сезоне-1994/95 провёл два матча за «Мотор» Заволжье.